# 2010 à Maurice (pays)
Cet article présente les faits marquants de l'année 2010 à Maurice.

## Évènements
- Mercredi 5 mai 2010 : le Parti travailliste au pouvoir depuis 2005, premier ministre, Navinchandra Ramgoolam, chef du gouvernement (1995-2000 puis 2005-2010), allié au Mouvement socialiste militant (MSM), remporte les élections législatives du 5 mai, obtenant 15 des 18 sièges qui y étaient en jeu. Le Mouvement militant mauricien d'opposition a reconnu sa défaite par la voix de son dirigeant, Paul Berenger. Les deux formations rivales ont toutes les deux fait campagne sur le renforcement de l'État-providence et de la justice sociale dans l'un des pays les plus stables et prospères de la région, avec une économie essentiellement articulée autour de la canne à sucre, du textile et du tourisme[1].
- Lundi 4 octobre 2010 : le nouveau conseiller spécial auprès du secrétaire général des Nations unies pour les questions juridiques liées à la piraterie au large de la Somalie, Jack Lang, est en visite afin de participer à la conférence ministérielle régionale consacrée à la piraterie dans l'océan Indien. Une stratégie et un plan d'action régional pour contrer la piraterie et promouvoir la sécurité maritime en Afrique australe et orientale y seront discutés et finalisés afin d'être soumis à la conférence ministérielle. Le gouvernement mauricien a annoncé la signature d'un accord de transfert afin de lui permettre d'accueillir les pirates présumés pour être jugés et incarcérés à Maurice, le chef de l'opposition parlementaire mauricienne Paul Bérenger a invité le gouvernement à « réfléchir à deux fois avant de procéder à la signature de cet accord »[2].